# 357 (szám)
A 357 (római számmal: CCCLVII) egy természetes szám, szfenikus szám, a 3, a 7 és a 17 szorzata.

## A szám a matematikában
A tízes számrendszerbeli 357-es a kettes számrendszerben 101100101, a nyolcas számrendszerben 545, a tizenhatos számrendszerben 165 alakban írható fel.
A 357 páratlan szám, összetett szám, azon belül szfenikus szám, kanonikus alakban a 31 · 71 · 171 szorzattal, normálalakban a 3,57 · 102 szorzattal írható fel. Nyolc osztója van a természetes számok halmazán, ezek növekvő sorrendben: 1, 3, 7, 17, 21, 51, 119 és 357.
A 357 négyzete 127 449, köbe 45 499 293, négyzetgyöke 18,89444, köbgyöke 7,09397, reciproka 0,0028011. A 357 egység sugarú kör kerülete 2243,09715 egység, területe 400 392,84211 területegység; a 357 egység sugarú gömb térfogata 190 586 992,8 térfogategység.